# Alexander Weinmann
Alexander Weinmann  (* 20. Feber 1901 in Wien; † 3. Oktober 1987 ebenda) war ein österreichischer Musikhistoriker, Bibliograph und Komponist.

## Leben und Wirken
Weinmann war der jüngere Bruder des Eisenbahners, Musikforschers und Sammlers Ignaz Weinmann (1897–1976). Er studierte an der Universität Wien Musikwissenschaft und an der Wiener Musikakademie Querflöte. 1922 bis 1961 war Weinmann als Musiker und Dirigent tätig. Im Semester 1954/1955 nahm er sein Studium der Musikwissenschaft wieder auf und wurde 1955 in Innsbruck promoviert. Weinmann war über viele Jahre Landesleiter Österreich des Répertoire International des Sources Musicales (RISM).

## Ehrungen
- Ehrenmedaille der Bundeshauptstadt Wien in Gold
- Mozart-Medaille der Mozartgemeinde Wien

## Publikationen (Auswahl)
Studien und Verzeichnisse zu Komponisten
- Johann Georg Albrechtsberger
- Franz Schubert
- Joseph Lanner
- Johann Strauss (Vater)
- Johann Strauss (Sohn)
- Josef und Eduard Strauß
- Johann Baptist Wanhal (unvollendet)

Studien zu Musikverlagen
- Beiträge zur Geschichte des Alt-Wiener Musikverlages 1948ff
- Artaria
- Kunst- u. Industrie Comptoir in Wien
- Huberty und Torricella
- Franz Anton Hoffmeister
- Tranquillo Mollo
- Pietro Mecchetti
- Carl Cappi bis A. O. Witzendorf
- Wiener Musikverlag am Rande
- I. Sauer
- J. Traeg
- Kataloge von Musikverlegern und Musikalienhändlern im deutschsprachigen Raum 1700–1850

Sonstiges
- Wiener Archivstudien 1979 ff.